# سباق جائزة ليليرس الكبرى 2014
سباق جائزة ليليرس الكبرى 2014 (بالفرنسية: Grand Prix de Lillers-Souvenir Bruno Comini 2014)‏ هو سباق دراجات هوائية، وهو الموسم رقم 50 من السباق، وأقيم في 9 مارس 2014، وامتدّ لمسافة 174.2 كيلومتر، وهو أحد سباقات طواف أوروبا للدراجات 2014، وهو من نوع سباق يوم واحد، وهو من نوع سباق الدراجات، وقد شارك في السباق 139 متسابقاً ووصل إلى نهايته 99 متسابقاً.
فاز فيه بالمركز الأول Steven Tronet ‏، وبالمركز الثاني Martijn Degreve ‏، وبالمركز الثالث Benoît Daeninck ‏، والفائز حسب ترتيب السرعة Flavien Dassonville ‏، والفريق الفائز في ترتيب الفرق EFC-Omega Pharma-Quick Step 2014.

## الفائزون
| الترتيب       | الفائز                      |
| ------------- | --------------------------- |
| الفائز        | Steven Tronet ‏              |
| الثاني        | Martijn Degreve ‏            |
| الثالث        | Benoît Daeninck ‏            |
| تسلق الجبل    | Maksim Razumov ‏             |
| سباقات السرعة | Flavien Dassonville ‏        |
| مجموعة        | كريستوف لو ميفيل            |
| الفريق        | EFC-Omega Pharma-Quick Step |

## وصلات خارجية
- لمحة عن سباق سباق جائزة ليليرس الكبرى 2014 على موقع  ProCyclingStats   (برو  سايكلنج  ستاتس) - إحصاءات  محترفي  الدراجات.
- سباق جائزة ليليرس الكبرى 2014 على موقع إحصائيات الدراجات الإحترافية (الإنجليزية)